# Commidendrum rotundifolium

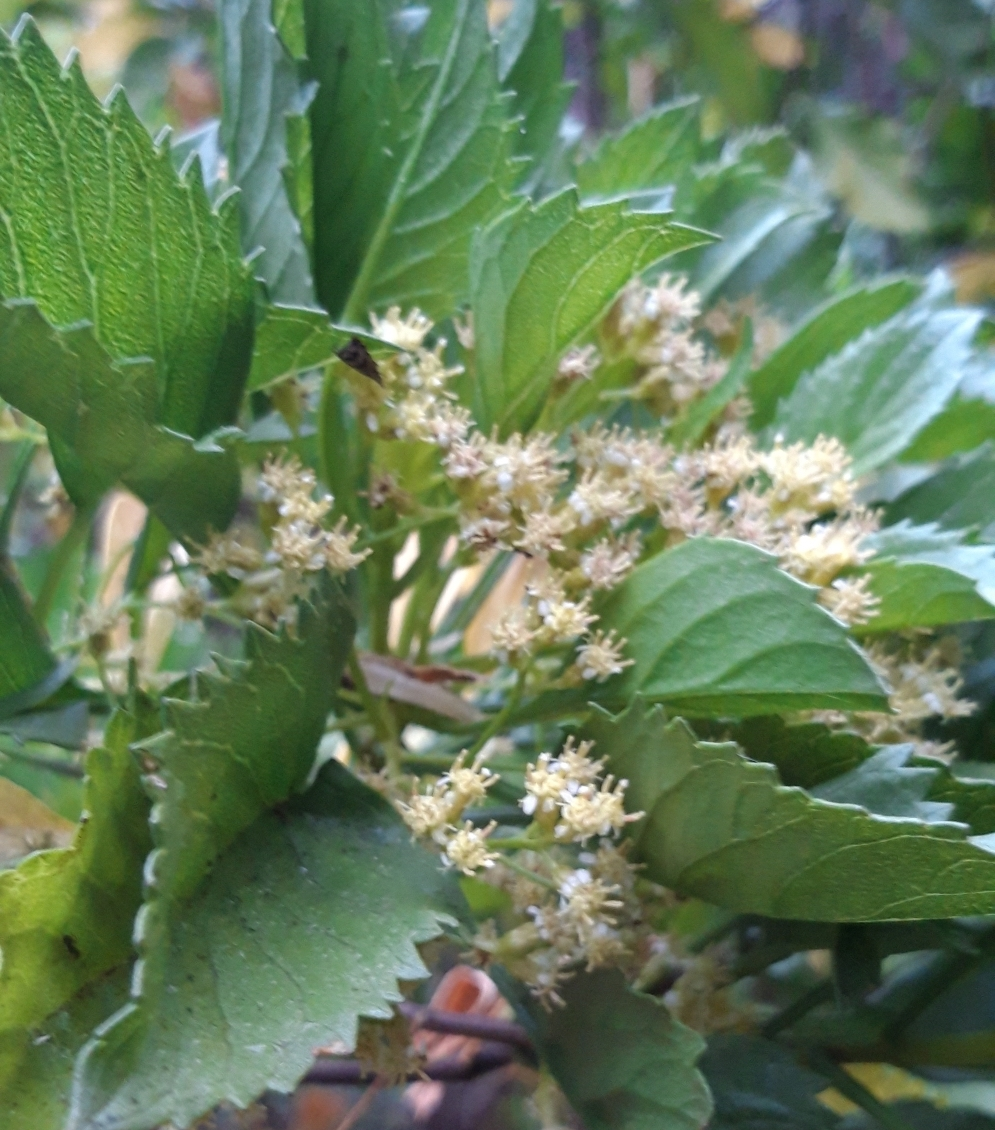

Commidendrum rotundifolium là một loài thực vật có hoa trong họ Cúc. Loài này được (Roxb.) DC. mô tả khoa học đầu tiên năm 1836.